# Михаил Рейнеке
Михаил Францевич Рейнеке (на руски: Михаи́л Фра́нцевич Ре́йнеке) е руски хидрограф, вицеадмирал. Член-кореспондент на Петербургската академия на науките (1856), член на Императорското географско дружество, автор на над 60 публикации в областта на хидрографията, астрономията и навигацията.

## Произход и години на учение (1801 – 1825)
Роден е на 10 ноември 1801 г. в семейното имение Гротгаузенсгоф, Ливония, Руска империя, седмото дете в семейството на Франц Рейнеке (1746 – 1821). Първоначално образование получава в семейството си, а на 11-годишна възраст е изпратен да учи в частен пансион в Петербург. През 1814 г. постъпва в Морския кадетски корпус и през юни 1815 г. издържа изпитите за гардемарин. След две години и половина, на 20 януари 1818 г. е произведен в унтерофицер, а на 9 февруари – мичман от флота.
До март 1823 г., когато е произведен в лейтенант, служи в трети флотски екипаж в Кронщад, а през 1824 – 1825 г. извършва плаване в Бяло море със задача измерване на дъното, определяне на плитчините и провеждане на астрономически измервания. Това плаване не постига желаните резултати, но става за Рейнеке първата школа по практична хидрография.

## Експедиционна и научна дейност (1826 – 1852)
От 1826 до 1852 г. извършва множество хидроложки експедиции в Бяло, Баренцево и Балтийско море.
От 4 март 1827 до есента на 1832 г. изследва Мурманския бряг, в т.ч. Колския залив (69°09′ с. ш. 33°30′ и. д. / 69.15° с. ш. 33.5° и. д.), остров Килдин (69°20′ с. ш. 34°10′ и. д. / 69.333333° с. ш. 34.166667° и. д.), п-ов Рибачи (69°42′ с. ш. 32°40′ и. д. / 69.7° с. ш. 32.666667° и. д.) и река Тулома (около 300 км) до езерото Нотозеро и цялото крайбрежие на Бяло море. През лятото на 1832 отново изследва Мурманския бряг от Седемте о-ва (68°48′ с. ш. 37°30′ и. д. / 68.8° с. ш. 37.5° и. д.) до залива Свети Нос (68°06′ с. ш. 39°40′ и. д. / 68.1° с. ш. 39.666667° и. д.). В течение на шест летни сезона с три малки корабчета Рейнеке извършва огромна картографска и хидрографска дейност по северното крайбрежие на Колския п-ов. За постигнатите успехи получава чин капитан-лейтенант.
През 1833 г. Рейнеке издава 17 карти, на заснетите брегове по време на експедициите си, под заглавието „Атлас Белого моря и лапландского берега“ (1833 – 1834) с текст – „Гидрографическое описание северного берега России“ (ч. 1 – 2, 1843 – 1850). За този труд е удостоен с Демидовска премия от Руската академия на науките. Работата му е преведена на френски език през 1860 г., а създадените от него карти се ползват дълги години от английските моряци плаващи в тези райони.
Между 1833 и 1852 г. се занимава с хидрографски изследвания във водите на Балтийско море. Резултат от дългогодишните му измервания е „Обзор съемки и промера Балтийского моря с 1828 по 1843“ (1844). През 1835 г. Рейнеке открива и използва нов способ за измерване на дълбочината, който впоследствие е приет за употреба в целия руски флот и се използва дълго време. През 1840 г. става капитан 1-ви ранг.
По инициатива на Рейнеке през 1842 в Архангелск и Кеми се откриват училища за щурмани и се строят първите маяци (фарове) по крайбрежието на Бяло море. Между 1835 и 1850 г. е началник на отделение в Хидрографския департамент и участва активно в издаването на нови лоции, нови карти и нови дълбочинни измервания. През 1845 г. е избран за член на Руското географско дружество, а на 6 декември 1849 г. е произведен в контраадмирал.

## Следващи години (1853 – 1859)
През 1853 г. по съвет на лекарите и поради влошено здравословно състояние заминава на лечение в Крим, където престоява две години. През юни 1855 г. се завръща в Петербург и е назначен за член на Морския комитет, а след два месеца, на 30 август 1855 става вицеадмирал. Следва назначение като директор на Хидрографския департамент, инспектор на Корпуса на флотските щурмани и председател на Морския комитет. През 1856 г. е избран за член-кореспондент на Петербургската академия на науките.
През декември 1857 г. Рейнеке е уволнен от длъжността инспектор на Корпуса на флотските щурмани и през май 1858 г. заминава за Германия за възстановяване на здравословното си състояние. Лятото прекарва на бани в Швалбах, през септември посещава Хайделберг, а през април 1859 г. се отправя за Висбаден, като по пътя за там умира във Франкфурт на Майн на 17 април на 57-годишна възраст.

## Памет
Неговото име носят:
- връх Рейнеке (148 м), на остров Рейнеке, в Японско море, залива Петър Велики;
- залив Рейнеке (70°41′ с. ш. 56°23′ и. д. / 70.683333° с. ш. 56.383333° и. д.), на Баренцово море, на южното крайбрежие на Южния остров на Нова земя;
- залив Рейнеке (54°13′ с. ш. 139°50′ и. д. / 54.216667° с. ш. 139.833333° и. д.), на Охотско море, в западната част на Сахалинския залив;
- остров Рейнеке (54°21′ с. ш. 139°47′ и. д. / 54.35° с. ш. 139.783333° и. д.), в южната част на Охотско море;
- остров Рейнеке (42°54′ с. ш. 131°43′ и. д. / 42.9° с. ш. 131.716667° и. д.), в Японско море, залива Петър Велики;
- селище от градски тип Рейнеке, на северното крайбрежие на остров Рейнеке, Приморски край, Русия;